# Gare de Franchet d'Esperey
La gare de Franchet d'Esperey est une halte ferroviaire française de la ligne d'Épernay à Reims, située sur le territoire de la commune de Reims, quartier Courlancy et Quartier Croix Rouge, dans le département de la Marne en région Grand Est. 
Ce nouvel arrêt urbain, mis en service en 2009, est situé dans la tranchée du chemin de fer au carrefour du boulevard Franchet-d'Esperey avec les avenues du Général-de-Gaulle et du Général-Eisenhower. C'est une halte ferroviaire de la Société nationale des chemins de fer français (SNCF), desservie par des trains TER Grand Est.

## Situation ferroviaire
Établie à 94 m d'altitude, la gare de Franchet d'Esperey est située au point kilométrique (PK) 169,700 de la ligne d'Épernay à Reims, entre les gares de Trois-Puits et Reims. Elle possède deux voies : la voie 1 en direction de la gare de Reims et la voie 2 en direction de la gare d'Épernay ou de l'embranchement permettant de rejoindre la gare de Champagne-Ardenne TGV sur la LGV Est européenne.

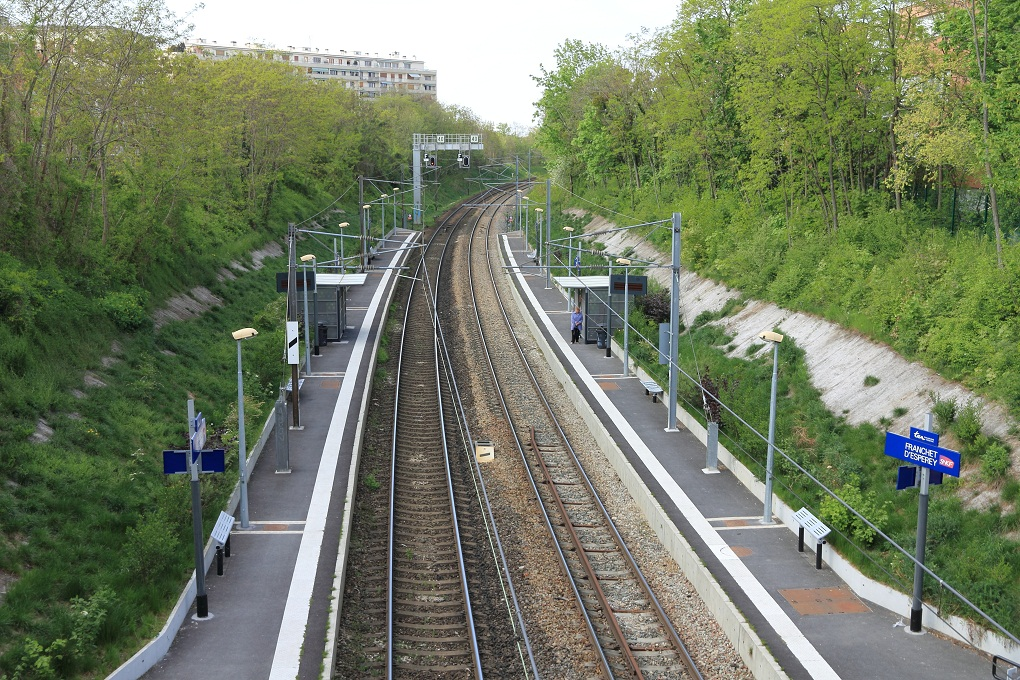
Vue des voies en direction de Reims.

## Histoire
Elle doit son nom au maréchal Louis Franchet d'Espèrey qui a aussi donné son nom à une école proche.
Le projet de la création d'une halte ferroviaire, au Sud-Ouest de la ville de Reims, est inscrit dans le plan État-région Champagne-Ardenne 2000-2006 du 29 septembre 2000. Les études entreprises en 2001 aboutissent à un avant-projet validé en mai 2003 et au projet opérationnel, finalisé lors d'un travail de concertation réalisé du 6 février au 10 mars 2006. La mise en enquête publique est officialisée par l'arrêté préfectoral du 16 janvier 2007, elle est réalisée entre le 12 février et le 12 mars 2007 et donne lieu à un avis favorable du commissaire enquêteur. La déclaration d'intérêt général est signée le 19 octobre 2007 et publiée au BO no 23 de janvier 2008.

## Fréquentation
Selon les estimations de la SNCF, la fréquentation annuelle de la gare figure dans le tableau ci-dessous
.
| Année               | 2015   | 2016   | 2017   | 2018   | 2019   | 2020   | 2021   | 2022    | 2023    | 2024    |
| ------------------- | ------ | ------ | ------ | ------ | ------ | ------ | ------ | ------- | ------- | ------- |
| Nombre de voyageurs | 45 306 | 42 094 | 46 450 | 53 799 | 73 054 | 70 769 | 80 161 | 123 709 | 156 995 | 182 961 |

## Service des voyageurs

### Accueil
Halte SNCF, c'est un point d'arrêt non géré (PANG) à entrée libre. La gare se situe sur un important nœud routier où se rejoignent les avenues d'Epernay, du Général de Gaulle, du Général Eisenhower et les boulevards Wilson et Franchet d'Espèrey.
Elle est équipée d'un automate permettant l'achat de billets régionaux et d'un composteur.
L'entrée se fait par le parvis en rez-de-chaussée et l'accès aux quais situés en contrebas est possible par l'emprunt des escaliers ou des ascenseurs. Les quais sont pourvus de bancs et d'un abri de quai chacun.

### Desserte
Franchet d'Esperey est desservie par les trains du réseau TER Grand Est (lignes de Reims à Épernay, de Sedan ou Charleville-Mézières à Champagne-Ardenne TGV et de Reims à Champagne-Ardenne TGV située sur la commune de Bezannes).

### Intermodalité
Des arceaux sont implantés sur le parvis et permettent le stationnement de vélos.

La gare est desservie par le réseau CITURA à la station Franchet d'Esperey par :
- La ligne  tram    A  (Neufchâtel ↔ Hôpital Debré)
- La ligne  tram   B  (Neufchâtel ↔ Gare Champagne TGV)
- La ligne  bus    7  (Gare Centre ↔ Apollinaire)
- La ligne  bus  11  (Gare Centre ↔ Croix du Sud)
- La ligne  bus  Noctambus  (Campus Croix Rouge ↔ Moulin de la Housse) (Noctambus est une ligne de vie nocturne circulant les jeudis, vendredis, samedis et veilles de jours fériés de 22h45 à 5h25 le lendemain. À raison d'un bus toutes les 60 minutes, elle relie les pôles étudiants aux lieux de vie nocturne de la ville)